# −1
在數學中，負一寫作 −1，是 1 的加法逆元，即當 −1 加上 1 之後就變為 0。−1 是介於 −2 與 0 之間的整數，亦是最大的負整數。
負一與歐拉恆等式相關聯，此恆等式表示為{\displaystyle {{e}^{{i}\,{\pi }}}=-1}。
在軟體開發中，用來表示變量包含無用的信息，亦能作為函數錯誤時的傳回值。
在编程语言中，取决于第一个元素是用 0 还是 1 表示，−1 可以用来索引数组的最后一个元素，或者倒数第二个元素。
−1 和 1 有许多相似但略有不同的特性。

## 代數性質
將一數字乘上-1的動作，等價於將此數值變號。藉由分配律，以及1是乘法運算的單位元之公理，對於實數x，我們得到
{\displaystyle x+(-1)\cdot x=1\cdot x+(-1)\cdot x=(1+(-1))\cdot x=0\cdot x=0}
這裡我們使用了「任意實數x乘上0等於0」，將x從等式中約掉。

複平面或直角坐標系上的0, 1, −1, i, 和 −i

{\displaystyle 0\cdot x=(0+0)\cdot x=0\cdot x+0\cdot x\,}
也就是，
{\displaystyle x+(-1)\cdot x=0\,}
故(−1) · x是 x的相反數。

### 負一平方
−1的平方亦即−1乘於−1，等於1。意即，兩負實數相乘為一正實數。
代數證明此結果
{\displaystyle 0=-1\cdot 0=-1\cdot [1+(-1)]}
第一個等式取自上一段落的結果。第二個等式是根據「−1是1的加法逆元」。
再使用分配律，我們得到
{\displaystyle 0=-1\cdot [1+(-1)]=-1\cdot 1+(-1)\cdot (-1)=-1+(-1)\cdot (-1)}
第三個等式依據是：1是乘法運算的單位元。然後在等式前後加上1
{\displaystyle (-1)\cdot (-1)=1}
以上運算適用於任意環。

### 負一的平方根
複數{\displaystyle i}滿足{\displaystyle {{i}^{2}}=-1}，也可視為-1的平方根。另一个能滿足x2 = −1的複數x是−i。四元數的代數包含複數平面，等式x2 = −1擁有無限多組解。

### 負一的乘冪
我們定義{\displaystyle x^{-1}={\frac {1}{x}}}，即代數x的−1次方，或代數x的倒數。可將此定義結合指數定律{\displaystyle x^{a}\cdot x^{b}=x^{a+b}\ a,b\in \mathbb {R} } 。
負數整數形式的指數可以拓展到環的逆元素，定義{\displaystyle x^{-1}}作為{\displaystyle x}的乘法逆元。
函式或矩陣右上的-1不是指數，而是反函數與反矩陣。例如：{\displaystyle f^{-1}(x)}是{\displaystyle f(x)}的反函數，{\displaystyle \sin ^{-1}(x)}是反正弦函數。

### 负一的对数
包括-1在内的所有负数在实数域中是没有对数的，但在复数域，根据欧拉恒等式{\displaystyle {{{e}^{{i}\,{\pi }}}+{1}}=0}，可以得出-1的自然对数{\displaystyle \ln {(-1)}=i\pi }。

## 維數
空集的歸納維數被定義為-1。在抽象幾何學中，空多胞形的維數亦被定義為-1。

## 計算機的表示法
大多數計算機系統使用二補數來表示負整數。此系統中，所有位元皆為一以表示-1，若以8-bit有符號整數表示，即為二进制的"11111111"，或十六進位制的"FF"。若將-1解讀為n位無符號整數，n個1將表示為2n − 1，且較有符号整數系統能容納更大數值。例如，8-bit的"11111111"表示為{\displaystyle {{{2}^{8}}-{1}}=255}。
在Setun計算機中 {\displaystyle -1}以倒轉的阿拉伯數字一「1」表示。